# Notti d'oriente
Notti d'oriente (A Thousand and One Nights) è un film del 1945 diretto da Alfred E. Green.